# HD 135534
HD 135534，又名BD-21 4065，SAO 183328、HR 5678，是一颗恒星，视星等为5.5，位于銀經341.76，銀緯29.34，其B1900.0坐标为赤經15h 10m 35s，赤緯-22° 29.34′ 46″。